# Haustorier
Haustorier, (av lat. hau_stor 'öskar', 'skopa', av hau_rio 'ösa'), är sugorgan, med vilka vissa växter eller parasitsvampar upptar näring ur substratet.
Hos svamparna utgörs haustorierna av säcklika utstjälpningar från hyferna eller av särskilda tunnväggiga hyfgrenar, så kallade haustorialhyfer. Hos blomväxter fungerar i regel rötterna eller delar av sådana som haustorier. Dessa är vid fästpunkten försedda med ansvällning, och från denna utgår en i värdväxten inträngade fortsättning, som träder i anatomisk kontinuitet med värdväxtens vävnader. Ibland är haustrierna upplösta i ett penselformigt system av sugtrådar, och Rafflesia är hela parasitens växtkropp reducerad till dylika mycelieliknande, i värdväxtens kropp inneslutna trådar. Vid bildningen av embryot hos blomväxterna sker i flera fall näringsupptagandet genom haustorier i form av starkt förstorade celler.